# Temnothorax tauricus
Temnothorax tauricus (лат.) — вид мелких муравьёв трибы Crematogastrini из подсемейства Myrmicinae семейства Formicidae. Встречаются в восточной Европе: Болгария, Крым, причерноморская Россия (северо-западный Кавказ). Мелкие желтовато-бурые муравьи (рабочие 2—3 мм, самки около 5 мм). Проподеальные шипики на заднегруди развиты. Стебелёк между грудкой и брюшком состоит из двух члеников: петиолюса и постпетиолюса (последний чётко отделён от брюшка), жало развито, куколки голые (без кокона). Гемиксерофил, обитает в горных лесах, муравейники в растительных остатках. Вид был впервые описан в 1902 году российским мирмекологом Михаилом Дмитриевичем Рузским в качестве вариетета под первоначальным названием Leptothorax unifasciatus var. tauricus Ruzsky, 1902.